# 德米特里夫卡 (梅利托波爾區)
46°45′51″N 35°49′44″E / 46.76417°N 35.82889°E
德米特里夫卡（羅馬化：Dmytrivka）是位於烏克蘭東南部的村莊，由扎波羅熱州梅利托波爾區的普里亞速斯凱市鎮負責管轄。該村面積3.4平方公里，海拔高度15米，2001年人口468，人口密度每平方公里137.7人。